# Le Chat noir (nouvelle)
Pour les articles homonymes, voir Chat noir.
Le Chat noir (titre original : The Black Cat) est une nouvelle fantastique écrite par Edgar Allan Poe. Elle est publiée pour la première fois en première page de l'édition du 19 août 1843 de l'hebdomadaire The Saturday Evening Post, à Philadelphie.

## Résumé
Le personnage principal de l'histoire est un homme, depuis son enfance, « fou » des animaux. Il possède un chat noir nommé Pluton, auquel il est particulièrement attaché. Or, le narrateur devient alcoolique et violent avec ses animaux et sa femme, mais il a encore trop de considération envers Pluton pour le battre. Une nuit, alors qu’il rentre chez lui ivre, il s’empare de son chat, et lui sort l’œil de l’orbite avec son couteau. À partir de ce moment-là, le chat se met à le fuir avec terreur. Un autre matin, le narrateur saisit le chat et le pend à la branche d'un arbre où il le laisse mourir.
Pendant la nuit, la maison prend feu mystérieusement, obligeant le narrateur à s'enfuir avec sa femme et le serviteur. Le lendemain, le narrateur retourne visiter les ruines de sa maison, où il découvre, sur le seul mur qui a échappé à l'incendie, la forme d'un chat gigantesque, attaché au cou à une corde. Cette image le terrifie d'abord, mais la raison l'emporte ensuite.
Quelque temps plus tard, il trouve un chat similaire dans une taverne. Il a la même taille et la même couleur que l'original et il lui manque aussi un œil. La seule différence est une tache blanche sur la poitrine de l'animal. Le narrateur le prend chez lui, mais se met bientôt à le détester, et même à éprouver de la peur à son égard. Ce chat ne lui apporte, dans sa vie que de l'angoisse.
Un jour où le narrateur et sa femme visitent la cave de leur nouvelle maison, le narrateur se prend les pieds dans le chat et tombe en bas de l'escalier. Pris de fureur, l'homme saisit une hache et tente de tuer le chat, mais sa femme l'en empêche. Dans sa rage, il tue sa femme en lui transperçant le crâne avec la hache. Pour dissimuler son crime, il enlève des briques d’un mur, place le corps derrière et rebouche le trou. 
La police vient visiter la cave, mais elle ne trouve pas de cadavre. La police est sur le point de partir quand le narrateur se met à parler du mur en vantant sa solidité puis comme pour prouver ses dires il le tape avec sa canne. Tout à coup un bruit se fait entendre (comme des gémissements). La police alertée par ces bruits arrache les briques pour découvrir d'où ils viennent. Et c'est alors qu'ils découvrent le cadavre. Sur sa tête se trouve le chat, que le meurtrier avait emmuré avec sa maîtresse en refermant le trou. Horrifié, il explique : « J'avais muré le monstre dans la tombe ! »

## Publication

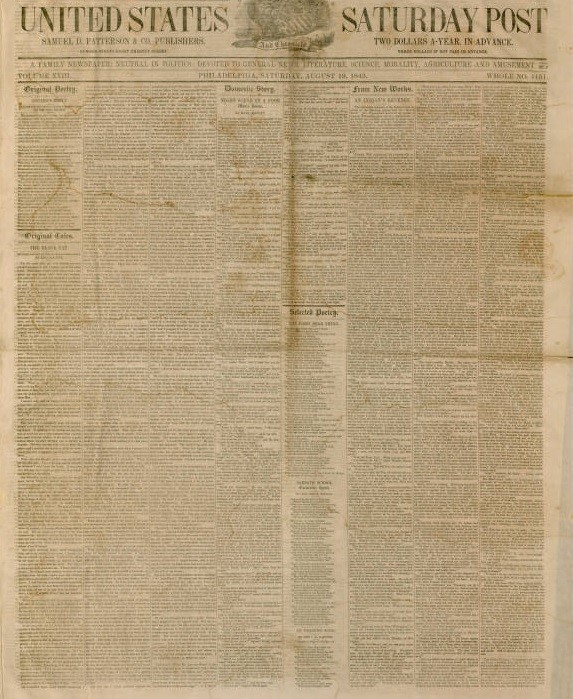
Première publication américaine de la nouvelle (Saturday Post du 19 août 1843).

Le Chat noir a été publié pour la première fois le 19 août 1843 dans le The Saturday Evening Post, qui est alors temporairement intitulé le United States Saturday Post. Les lecteurs du journal ont immédiatement répondu favorablement à cette nouvelle, qui a suscité des parodies comme The Ghost of the Grey Tadpole de Thomas Dunn English.

## Analyse
Il s'agit d'une étude de la Perversité souvent appariée, lors de son analyse, avec Le Cœur révélateur, une autre nouvelle de Poe. Dans les deux textes, on peut mettre en doute la santé mentale du narrateur. Au début de ce conte, il explique qu'il serait fou s'il s'attendait à ce qu'on le croit, avant d'affirmer : « Cependant, je ne suis pas fou ». Cela implique que sa folie a déjà été diagnostiquée.
Dans ce conte, l'un des plus noirs de son œuvre, Poe se livre, plus que dans aucun autre, à une dénonciation vibrante de l'alcool. Les actions perverses du narrateur sont inhérentes à son alcoolisme, une « maladie » et un « démon » qui détruit également sa personnalité. Certains commentateurs ont établi des parallèles entre la vie d'Edgar Allan Poe, qui passait pour alcoolique, et celle du narrateur, qui maltraite un chat à cause de l'alcool, d'autant que la nouvelle est écrite à la première personne.
Le choix du chat noir évoque diverses superstitions, notamment celle, exprimée par l'épouse du narrateur qu'il s'agit de sorcières déguisées. Le nom du chat — Pluton — renvoie au dieu romain des Enfers. Il se serait inspiré de sa propre chatte écaille de tortue Catarina.
- le double – voir également William Wilson
- la culpabilité – voir également Le Cœur révélateur

## Traductions
Ce conte a fait l'objet de multiples traductions. En français, la première traduction, œuvre d'Isabelle Meunier, alias Isabella-Mary Hack, paraît dans La Démocratie pacifique le 27 janvier 1847. Suivent celles de William L. Hughes, parue anonymement dans le Journal des faits le 18 avril 1851, ou de Paul Roger, dans la Chronique de France le 16 novembre 1853. Celle de Charles Baudelaire est publiée le 4 février 1853 dans le journal Paris, avant d'être intégrée dans le recueil des Nouvelles histoires extraordinaires (1857),.

## Adaptations à l'écran
- Le Chat noir (Edgar G. Ulmer, 1934, Universal Monsters) s'inspire librement de la nouvelle d'Edgar Allan Poe. En effet, seule la présence du chat supposément maudit y fait référence[35].
- Le Chat noir est un film américain de Roger Corman adapté de la nouvelle de Poe et sorti en 1962 ;
- Ton vice est une chambre close dont moi seul ai la clé est un film italien de Sergio Martino adapté de la nouvelle de Poe et sorti en 1972 ;
- Le Chat noir  est un film italien réalisé par Lucio Fulci, sorti en 1981. Il est également un hommage à la nouvelle de Poe[36].
- Deux Yeux maléfiques est un film italo-américain de Dario Argento adapté de la nouvelle de Poe et sorti en 1990 ;
- Le Chat noir est le titre d'un épisode réalisé par Stuart Gordon qui figure dans la saison 2 de la série Les Maîtres de l'horreur (2007). L'histoire s'inspire de la nouvelle de Poe.
- L'épisode 4 de La Chute de la maison Usher réalisé par Mike Flanagan, contient plusieurs référence à la nouvelle tel que le narrateur fou, le chat vengeur et le cadavre emmuré.